# Billère
Billère ist eine französische Gemeinde mit 14.037 Einwohnern (Stand 1. Januar 2022) im Département Pyrénées-Atlantiques in der Region Nouvelle-Aquitaine. Die Stadt liegt im Arrondissement Pau und im Kanton Billère et Coteaux de Jurançon (bis 2015: Hauptort (frz.: chef-lieu) des Kantons Billère).

## Lage
Die Stadt liegt in der historischen Provinz Béarn am westlichen Stadtrand von Pau am Fluss Gave de Pau.

## Bevölkerungsentwicklung
| Jahr      | 1962  | 1968   | 1975   | 1982   | 1990   | 1999   | 2009   | 2021   |
| Einwohner | 7.289 | 13.382 | 14.657 | 13.138 | 12.570 | 13.398 | 12.955 | 13.866 |

## Städtepartnerschaften
Verschwistert ist die Gemeinde im Rahmen der Communes d'Europe seit 1989 mit der spanischen Stadt Sabiñánigo (Aragonien) und seit 1999 mit der deutschen Gemeinde Petersberg (Hessen).